# Jonathan Chace

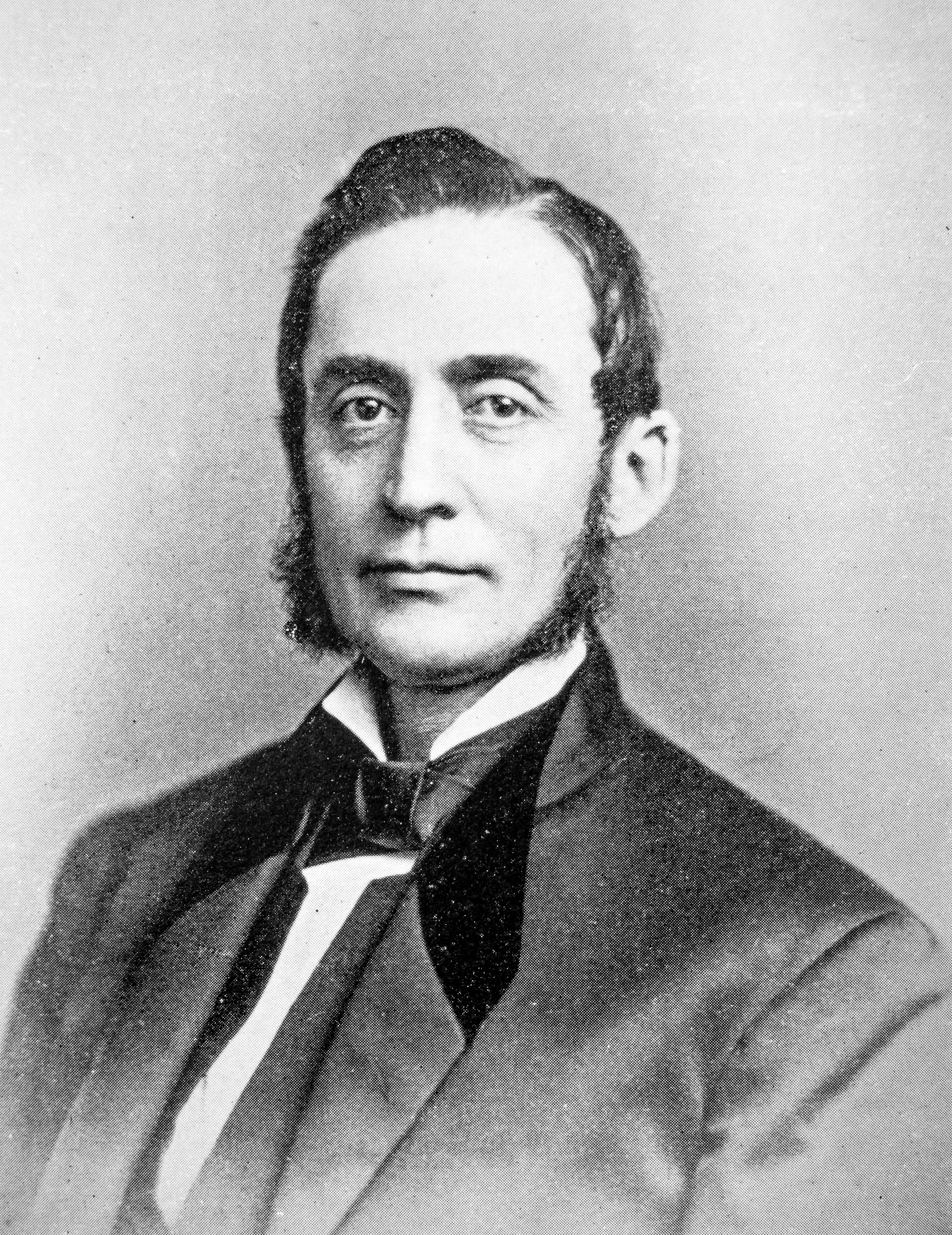
Jonathan Chace

Jonathan Chace (* 22. Juli 1829 in Fall River, Bristol County, Massachusetts; † 30. Juni 1917 in Providence, Rhode Island) war ein US-amerikanischer Politiker (Republikanische Partei), der den Bundesstaat Rhode Island in beiden Kammern des US-Kongresses vertrat.
Nach dem Schulbesuch zog Jonathan Chace nach Central Falls in Rhode Island, wo er sich in der Baumwollindustrie betätigte. Sein erstes politisches Mandat übernahm er zwischen 1876 und 1877 als Mitglied des Senats von Rhode Island. Im Jahr 1880 wurde er dann ins US-Repräsentantenhaus gewählt, dem er vom 4. März 1881 bis zu seiner Mandatsniederlegung am 26. Januar 1885 angehörte.
Nach dem Tod von US-Senator Henry B. Anthony am 2. September 1884 wurde zunächst William Paine Sheffield zu dessen kommissarischem Nachfolger ernannt. Die Nachwahl entschied dann Chace für sich, sodass er im Januar 1885 in den Senat einziehen konnte. Dort verblieb er bis zu seinem Rücktritt am 9. April 1889. Während dieser Zeit war er unter anderem Vorsitzender des Ausschusses für den Öffentlichen Dienst (Committee on Civil Service and Retrenchment).
Chace zog sich danach aus der Politik zurück und fungierte in der Folge als Präsident der Phoenix National Bank in Providence; überdies war er an zahlreichen weiteren Geschäften beteiligt. Er war seit 1854 mit Jane C. Moon verheiratet, mit der er drei Kinder hatte. Jonathan Chace war der Neffe der Abolitionistin Elizabeth Buffum Chace und selber auch zeitweise in der Underground Railroad aktiv.